# René Monié
 René Monié, né le 2 janvier 1934 à Théza et mort le 17 août 2022 à Pézilla-la-Rivière,, est un joueur français de rugby à XV, qui a joué avec l'équipe de France et l'USA Perpignan au poste de trois quart centre (1,76 m pour 70 kg). 

## Carrière de joueur

### En club
- Gallia Club Théza
- Union sportive arlequins perpignanais

### En équipe nationale
Il a disputé son premier test match le 16 décembre 1956 contre l'équipe de Tchécoslovaquie, et le dernier contre l'équipe d'Angleterre le 23 février 1957.

## Palmarès
- Champion de France en 1955
- Vainqueur du Challenge Yves du Manoir en 1955
- Finaliste du Challenge Yves du Manoir en 1956

## Statistiques en équipe nationale
- Sélections en équipe nationale : 2
- Sélections par année : 1 en 1956 et 1 en 1957
- Tournoi des Cinq Nations disputé : 1957